# Linh dương xám sừng ngắn
Linh dương xám sừng ngắn (danh pháp hai phần: Pelea capreolus) là một loài linh dương thuộc họ Bovidae, bộ Artiodactyla. Loài này được Forster mô tả năm 1790. Nó là một loài linh dương cỡ trung bình nặng 19–30 kg (42–66 lb) với chiếc cổ dài và đôi tai hẹp. Bộ lông ngắn và rậm và có nhiều sắc độ xám khác nhau. Chỉ những con đực có sừng, với cặp sừng thẳng, sắc nhọn và dài khoảng 15–25 cm (6–10 in).

## Hình ảnh

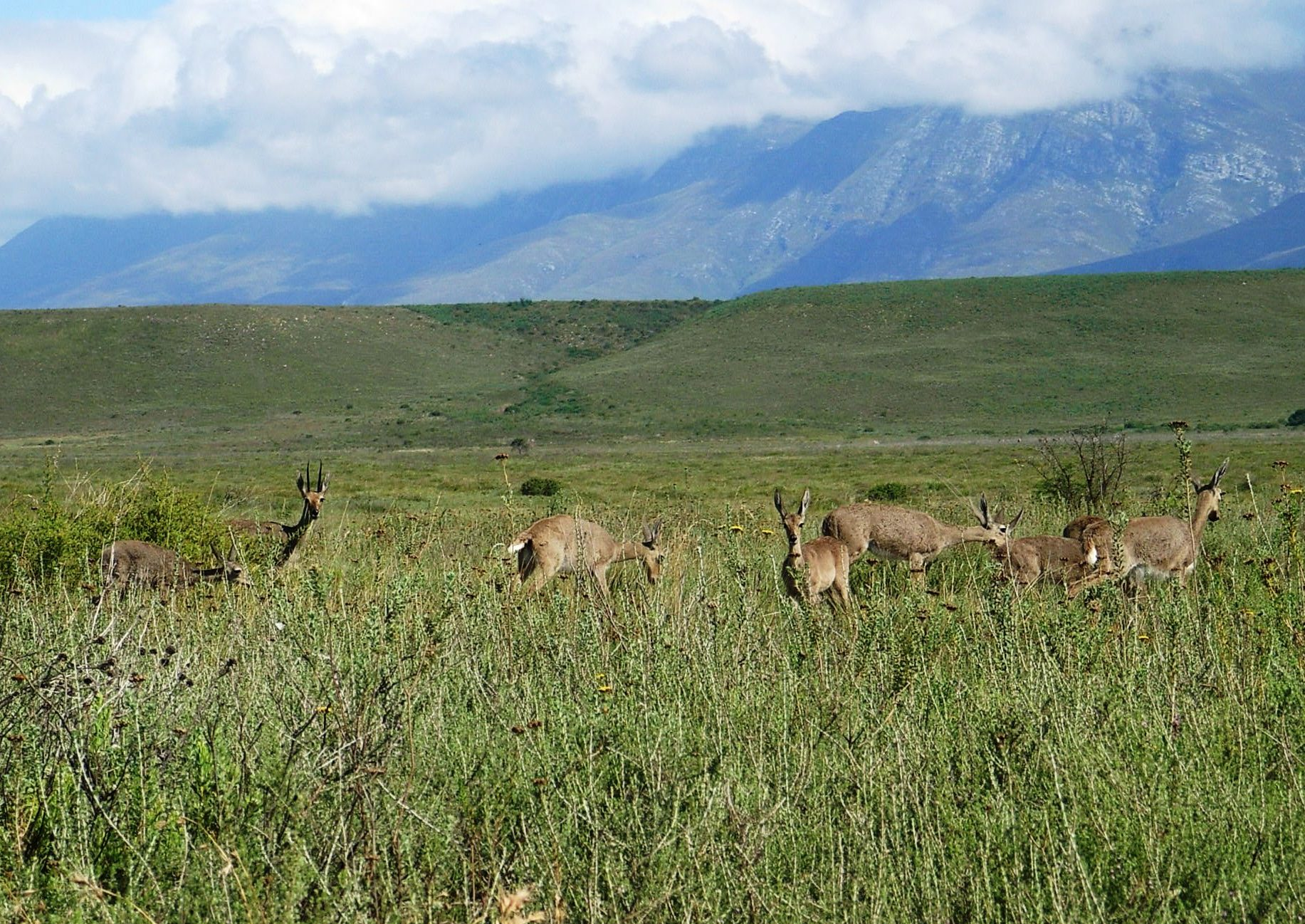
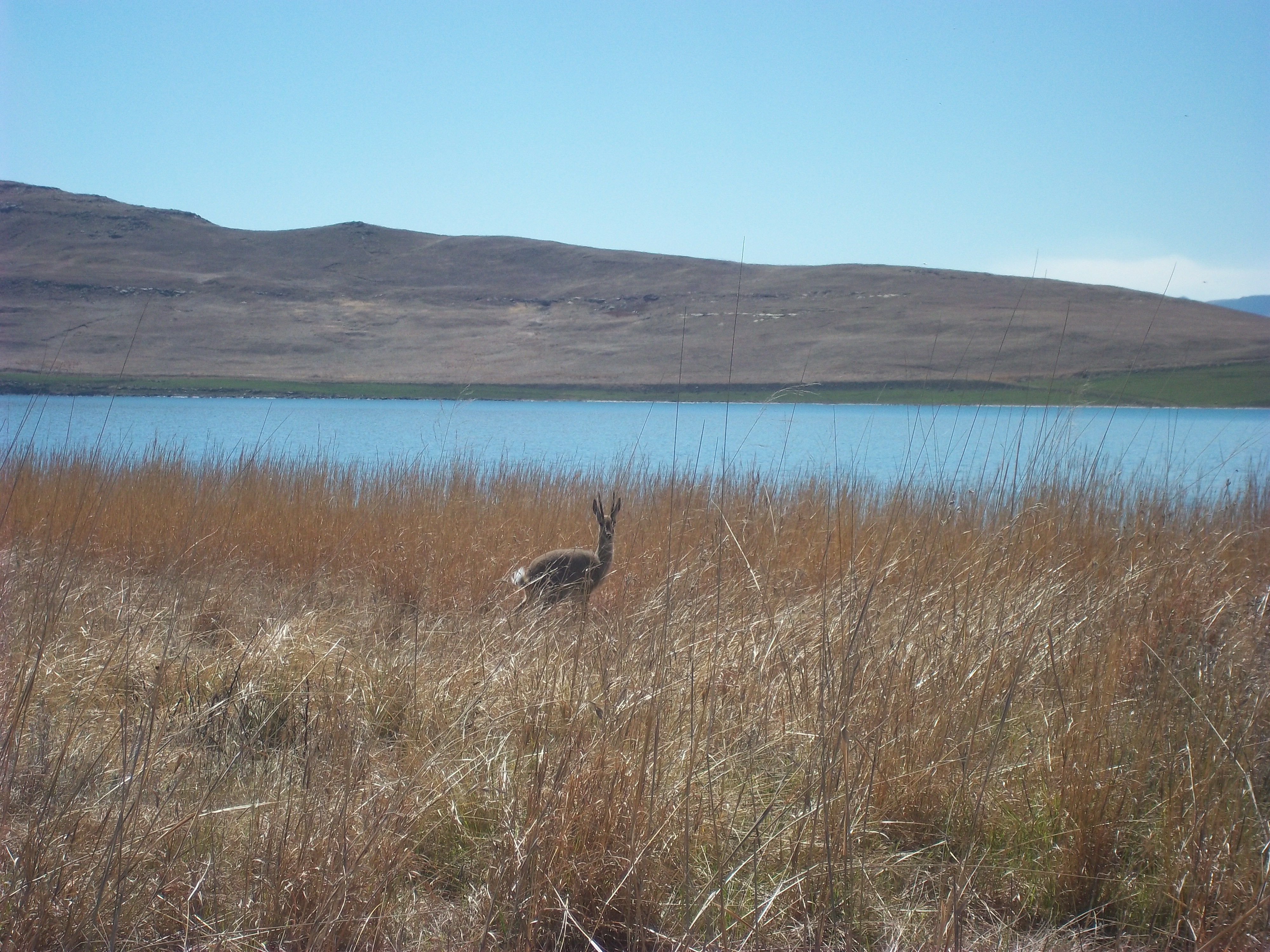

## Phân bố
Chỉ giới hạn ở các vùng cao của Nam Phi, thường sống trong cây cỏ, môi trường sống trên núi - ví dụ, vùng khô cằn- thường 1.000 m trên mực nước biển, và mang có bộ lông mịn màu xám giúp chúng chịu lạnh. Tuy nhiên, chúng không bị giới hạn nghiêm ngặt trong môi trường sống này vì chúng có thể được tìm thấy trong các vành đai ven biển Cape, gần như ở mực nước biển.

## Hành vi
Linh dương xám sừng ngắn là loài có tính chiếm lãnh thổ và đánh dấu lãnh thổ của mình bằng đại tiện và tiểu tiện, chúng đứng hoặc đi bộ trong một tư thế thẳng đứng, và đi tuần tra. Con đực trở nên cực kỳ hung dữ trong mùa sinh sản. Chúng thường tập hợp thành từng đàn từ một đến 15 con cái và con non và một con đực trưởng thành. Chúng sinh sản theo mùa, sự giao phối diễn ra giữa tháng 1 và tháng 4. Con cái mang thai cho khoảng bảy tháng, và sinh một con con duy nhất vào cuối mùa xuân và mùa hè (tháng mười một-tháng một ở Nam bán cầu).